# عبد الله كاتكوري
عبد الله بوريما كاتكوري، لاعب كرة قدم نيجري، يلعب في نادي الانتصار السعودي و منتخب النيجر.
لعب سابقاً في نادي الزلفي السعودي.

## روابط خارجية
- عبد الله كاتكوري على موقع قاعدة بيانات كرة القدم.إي يو (الإنجليزية)
- عبد الله كاتكوري على موقع ناشيونال فوتبول تيمز (الإنجليزية)
- عبد الله كاتكوري على موقع Soccerway.com (الإنجليزية)